# Ruch Kibucowy
Ruch Kibucowy (hebr. התנועה הקיבוצית, Ha-Tenu’a ha-Kibbucit) – największy w Izraelu centralny organ reprezentujący kibuce w kontakcie z władzą państwową oraz zapewniający kibucom i ich członkom usługi związane z różnymi aspektami życia. Wyrażenie ruch kibucowy jako nazwa pospolita odnosi się do ogółu zjawisk związanych z zakładaniem kibuców w ramach osadnictwa żydowskiego na Ziemi Izraela.

## Historia
Ruch Kibucowy powstał w 1999 roku jako efekt połączenia Zjednoczonego Ruchu Kibucowego (התנועה הקבוצית המאוחדת) i ruchu Kibuc Krajowy (הקיבוץ הארצי), związanego z organizacją Ha-Szomer Ha-Cair. Historia Zjednoczonego Ruchu Kibucowego sięga początku XX wieku, gdyż stanowił on kontynuację ruchu Zjednoczony Kibuc (הקיבוץ המאוחד, Ha-Kibuc Ha-Me'uchad) założonego w 1927 roku.

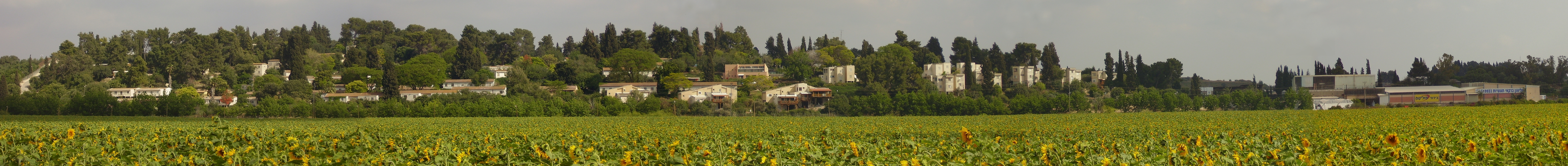
Panorama kibucu Barkaj, jednego z członków Ruchu Kibucowego